# Ohne die Kommunistische Partei gäbe es kein Neues China

Flagge der Kommunistischen Partei Chinas

Ohne die Kommunistische Partei gäbe es kein Neues China  (chinesisch 沒有共產黨就沒有新中國 / 没有共产党就没有新中国, Pinyin Méiyǒu Gòngchǎndǎng jiù méiyǒu xīn Zhōngguó) ist ein beliebtes Lied der kommunistischen Propaganda in der Volksrepublik China, das 1943 als Reaktion auf den Satz „Ohne die Kuomintang gäbe es kein China“ entstand.

## Hintergrund
Während des Zweiten Weltkriegs, als China sich im Kampf gegen die japanische Invasion befand, veröffentlichte Chiang Kai-shek am 10. März 1943 ein Buch mit dem Titel Chinas Schicksal, mit einem Slogan, dass es ohne die Kuomintang kein China gäbe. Die Kommunistische Partei Chinas veröffentlichte am 25. August 1943 einen Leitartikel in Jiefang Ribao mit dem Titel „Ohne die Kommunistische Partei gäbe es kein China“, um das Buch zu kritisieren, und befand, „wenn das heutige China keine Kommunistische Partei Chinas hätte, gäbe es kein China“. Im Oktober 1943 schrieb Cao Huoxing, ein 19-jähriges Parteimitglied, auf der Grundlage davon den Text für „Ohne die Kommunistische Partei gäbe es kein China“.
Im Jahr 1950, kurz nach der Gründung der Volksrepublik China, änderte Mao Zedong den Titel in „Ohne die Kommunistische Partei gäbe es kein Neues China“, indem er das Wort „neu“ hinzufügte.

## Text
| Langzeichen | Kurzzeichen | Hanyu Pinyin | Übersetzung (Quelle: xiucai.oai.de) |
| --- | --- | --- | --- |
| 沒有共產黨就沒有新中國 沒有共產黨就沒有新中國 共產黨辛勞為民族 共產黨他一心救中國 他指給了人民解放的道路 他領導中國走向光明 他堅持了抗戰八年多 他改善了人民生活 他建設了敵後根據地 他實行了民主好處多 沒有共產黨就沒有新中國 | 没有共产党就没有新中国 没有共产党就没有新中国 共产党辛劳为民族 共产党他一心救中国 他指给了人民解放的道路 他领导中国走向光明 他坚持了抗战八年多 他改善了人民生活 他建设了敌后根据地 他实行了民主好处多 没有共产党就没有新中国 | Méiyǒu Gòngchǎndǎng jiù méiyǒu xīn Zhōngguó. Méiyǒu Gòngchǎndǎng jiù méiyǒu xīn Zhōngguó. Gòngchǎndǎng xīnláo wèi mínzú. Gòngchǎndǎng tā yīxīn jiù Zhōngguó. Tā zhǐgěi le rénmín jiěfàng de dàolù. Tā lǐngdǎo Zhōngguó zǒuxiàng guāngmíng. Tā jiānchí le kàngzhàn bā nián duō. Tā gǎishàn le rénmín shēnghuó. Tā jiànshè le díhòu gēnjùdì. Tā shíxiàn le mínzhǔ hǎochù duō. Méiyǒu Gòngchǎndǎng jiù méiyǒu xīn Zhōngguó. | „Ohne die Kommunistische Partei gäbe es kein Neues China Ohne die Kommunistische Partei gäbe es kein Neues China Die Kommunistische Partei ackert für die Nation Die Kommunistische Partei denkt immer nur an die Rettung Chinas Sie wies schon der Befreiung des Volkes den Weg Sie führt China zum Licht Sie führte über acht Jahre den Widerstandskampf [gegen Japan] Sie verbesserte bereits das Leben des Volkes Sie gründete einst [Militär-] Basen hinter den Linien des Feindes Sie verwirklichte schon die Demokratie, wie schön Ohne die Kommunistische Partei gäbe es kein Neues China Ohne die Kommunistische Partei gäbe es kein Neues China“ |

## Verschiedenes
Das Lied ist in dem Musical Der Osten ist rot (Dongfang hong) aus der Zeit der Kulturrevolution enthalten.
Im Pekinger Stadtbezirk Fangshan wurde am 26. Juni 2006 ein Denkmal für das Lied eingeweiht. Es hat eine Fläche von 6000 m².